# Ponto de alavanca (estatística)
Em estatística, em particular, na análise de regressão, o ponto de alavanca é uma medida dos valores de observação da variável independente.
Os computadores modernos para análise estatística incluem, como parte das instalações para a análise de regressão, algumas medidas quantitativas que identificam as influências dos dados: entre essas medidas esta a o ponto de alavancagem parcial, uma medida de como uma variável contribui para  alavancar o ponto de referência.

## Modelo de Regressão Linear
No modelo de regressão linear , o ponto de alavanca para a i-ésima unidade de dados é definido como:
{\displaystyle h_{ii}=\left[\mathbf {H} \right]_{ii},}
o elemento da matriz de projeção  {\displaystyle \mathbf {H} =\mathbf {X} \left(\mathbf {X} ^{\mathsf {T}}\mathbf {X} \right)^{-1}\mathbf {X} ^{\mathsf {T}}}, onde {\displaystyle \mathbf {X} } é a matriz de projeto.
{\displaystyle h_{ii}={\frac {\partial {\hat {y}}_{i}}{\partial y_{i}}},}
{\displaystyle {\hat {y}}_{i}} e {\displaystyle {y}_{i}} são as medida de  ajustes e observação, respectivamente.

### Limites do ponto de alavanca
{\displaystyle 0\leq h_{ii}\leq 1.}

#### Prova
Primeiro, note que H é uma matriz idempotente: {\displaystyle H^{2}=X(X^{\top }X)^{-1}X^{\top }X(X^{\top }X)^{-1}X^{\top }=XI(X^{\top }X)^{-1}X^{\top }=H.} Como também, observe que a {\displaystyle H} é simétrica. Desse nodo, quando igualamos a ii elemento de H ao H 2, nos temos
{\displaystyle h_{ii}=h_{ii}^{2}+\sum _{j\neq i}h_{ij}^{2}\geq 0}
e{\displaystyle h_{ii}\geq h_{ii}^{2}\implies h_{ii}\leq 1.}

### Efeitos do desvio residual
Se temos uma ordinário dos mínimos quadrados com  uma configuração fixa de X, erros de regressão {\displaystyle \epsilon _{i},} e
{\displaystyle Y=X\beta +\epsilon }
{\displaystyle \operatorname {Var} (\epsilon )=\sigma ^{2}I}
em seguida, {\displaystyle \operatorname {Var} (e_{i})=(1-h_{ii})\sigma ^{2}} onde {\displaystyle e_{i}=Y_{i}-{\hat {Y}}_{i}} (onde o i-ésimo é a regressão residual).
Em outras palavras, se o modelo de erros {\displaystyle \epsilon } é homoscedástico, a observação do ponto de alavancagem determina o grau de diferenças no modelo de desvio de ramo dessa observação.
Antecipadamente, observe que {\displaystyle I-H} é idempotente e simétrica. Isso significa,
{\displaystyle \operatorname {Var} (e_{i})=(1-h_{ii})\sigma ^{2}.}

#### Resíduos de studentizados
Os resíduos de studentizados — são resíduos ajustados para sua observação específica residual de variância e, em seguida, é
{\displaystyle t_{i}={e_{i} \over {\widehat {\sigma }}{\sqrt {1-h_{ii}\ }}}}
onde {\displaystyle {\widehat {\sigma }}} é uma estimativa apropriada de {\displaystyle \sigma .}
- Matriz de projeção – one as entradas da diagonal principal são os pontos de alavancagens de observações
- Mahalanobis a distância – uma medida de alavancagem de um ponto de referência
- Distância de Cook– uma medida de alterações nos coeficientes de regressão quando uma observação é eliminado
- DFFITS
- Os Outliers – extremos valores de Y nas observações